# Isle of Man-pond
Het pond is de munteenheid van Isle of Man. Eén pond is honderd pence. Het pond is 1:1 gekoppeld aan het Britse pond sterling. Er bestaat geen ISO 4217-code voor het Isle of Man-pond, maar als er een code nodig is wordt de code IMP gebruikt.
De volgende munten worden gebruikt: 1, 2, 5, 10, 20 en 50 pence en één en twee pond. Het papiergeld is beschikbaar in 5, 10, 20 en 50 pond.
Hoewel de waarde exact gelijk is, wordt er wel commissie verlangd bij het wisselen van het Isle of Man-pond in het Britse pond. Het Britse pond is een geldig betaalmiddel op het eiland Man; omgekeerd worden Manxe ponden officieel echter niet in het Verenigd Koninkrijk aanvaard, ofschoon de muntstukken hetzelfde gewicht hebben en dus wel in Britse automaten werken.